# Янко Керснік
Янко Керснік (словен. Janko Kersnik; 4 вересня 1852, Брдо-при-Луковиці — 28 липня 1897, Любляна) — словенський письменник, політик та журналіст часів Австро-Угорщини.

## Життєпис
Походив з заможної шляхетської родини. Народився у сесі Брдо-при-Луковиці в 1852 році. Спочатку здобув домашню освіту, після чого вступив до гімназії у Любляні, яку не закінчив. В 1868–1874 роках навчався у Віденському та Грацькому університетах.
З 1874 до 1878 року працював у фінансовій прокуратурі Любляни. Слідом за цим перебрався до рідного селища, де відкриває нотаріальну контору.
У 1880 роках стає одним з лідерів партії Молоді Словени. У 1883 році обирається депутатом Зборів герцогства Крайна. Пізніше він був обраний президентом філії сільськогосподарського товариства. У 1885 році обирається жупаном Брдо-при-Луковиці. У 1889 році вдруге стає депутатом. Займав позицію поміркованого лібералізму, протистоячи консерваторам та радикальним лібералам. Помер 28 липня 1897 році у Любляні.

## Творчість
Творчість Янко Кресніка є вершиною розвитку словенського реалізму XIX століття. У першому романі «На Жерін'ях» 1876 року ще помітні романтичні традиції. Надалі у романах «Цикламен» (1883 рік), «Агітатор» (1885 рік), повістях «Рошлін і Вр'янко» (1889 рік), «Новоспечені панове» (1893 рік) виведені представники словенського провінційного чиновництва, буржуазно-поміщицьких кіл, інтелігенції, показаний їх побут, суспільно-політичне життя, інтереси, вдаваний патріотизм, кар'єризм.
У повістях «Заповіт» (1887 рік), «Батьківський гріх» (1894 рік), циклі оповідань «Селянські картини» (1882–1891 роки) правдиво зображене словенське село.
На відміну від своїх попередників і сучасників, які тяжіли до зображення яскравих романтичних характерів, Керснік ввів в літературу нового героя, представника інтелігенції, людини, позбавленої високих ідеалів та пристрастей, стурбованої лише своєю кар'єрою, що живе в повному мирі та злагоді з навколишнім середовищем.
Янко Креснік виступав також як публіцист, впровадив у словенську літературу жанр фельєтону.